# کوزیمو نانینی
کوزیمو نانینی (انگلیسی: Cosimo Nannini؛ زادهٔ ۴ ژانویهٔ ۱۹۹۹) بازیکن فوتبال اهل ایتالیا است.